# DSA-471
La DSA-471 es una carretera perteneciente a la Red Secundaria de la Diputación Provincial de Salamanca que une las localidades de Villar de Ciervo y Puerto Seguro.

## Origen y Destino
La carretera  DSA-471  tiene su origen en el casco urbano de Villar de Ciervo, y termina en el casco urbano de Puerto Seguro formando parte de la Red de carreteras de Salamanca.